# Малакофф
Малакофф (фр. Malakoff) — предместье Парижа, коммуна во Франции, в регионе Иль-де-Франс, департамент О-де-Сен.

## История
Застройка территории была начата в 1845 году по инициативе предпринимателя Александра Шовло (Chauvelot), окрестившего новый посёлок Новой Калифорнией (Nouvelle-Californie). Основными жителями посёлка в то время были состоятельные рабочие парижских заводов и служащие. В честь победы в Крымской войне здесь была построена копия Каменной башни Малахова кургана; то же название получила местная гостиница (À la Tour de Malakoff). Когда 8 ноября 1883 года коммуна была выделена из состава Ванва и объявлена отдельным городом, ей дали название в честь «малаховской победы» (bataille de Malakoff).

## Транспорт
- Через Малакофф проходит линия 13 Парижского метрополитена. На территории коммуны Малакофф находятся две станции линии 13: «Малакофф — Плато-де-Ванв» и «Малакофф — Рю-Этьен-Доле».
- По северо-западной границе Малакоффа линия железной дороги Париж — Версаль[фр.], имеющая на территории коммуны станцию Ванв — Малакофф[фр.]
- В Малакоффе начинается так называемый «Зеленый путь юга Парижа[фр.]», представляющий собой велосипедную и пешеходную дорожки, длиной 14 километров, на которые нанизаны скверы и парки со спортивными площадками и игровыми площадками для детей. Проложен над проходящей в тоннеле линией Высокоскоростной железной дороги LGV Atlantique[фр.]. Делит Малакофф практически пополам.